# 시소왓 코사막

시소와스 코사막(1904년 4월 9일 - 1975년 4월 27일)은 캄보디아의 왕족이자 왕비, 압사라 댄스의 댄서이다. 노로돔 왕가와 시소와스 왕가 양쪽의 혈통이다. 아버지는 시소와스 모니봉 왕으로, 어머니는 노르돔 왕의 아들 노로돔 하산칸의 딸 노로돔 케비만이다. 노로돔 시아누크 왕의 모후이다.
시소와스 모니봉 왕의 딸로 사촌인 노로돔 수라마리트 왕자와 결혼하였다. 1940년에는 캄보디아의 전통 무용인 압사라 댄스를 익히고 댄서가 되었다. 이듬해 부왕 시소와스 모니봉이 죽자 그의 아들 노로돔 시아누크가 왕위를 계승한다. 그러나 1955년 아들 노로돔이 폐위되고 남편 노로돔 수라마리트가 왕위 되면서 왕비가 된다. 1960년 남편 노로돔 수라마리트가 죽자 태후가 되었다.
손녀 중 한 명인 노로돔 보파 데비는 그의 압사라 댄스의 계승자이기도 하다.